# 烏克蘭卡 (別里斯拉夫區)
烏克蘭卡（烏克蘭語：Українка），是烏克蘭南部赫爾松州别里斯拉夫区新亚历山德里夫卡市镇的村落。面積113.9平方公里，海拔高度77米，2001年人口313，人口密度每平方公里2.8人。